# Centulle I. (Astarac)
Centulle I. (okzitanisch: Centolh d'Astaragues; † nach 1230) war ein Graf von Astarac. Es wird angenommen, dass er ein Sohn der Gräfin Beatrix († nach 1200) und deren erstem Ehemann Rodrigo Jiménez († 1191) war. Sein Name suggeriert eine mögliche Verwandtschaft zu den Grafen von Bigorre oder den Vizegrafen von Béarn.
Centulle wird erstmals in einer Urkunde der Abtei Berdoues aus dem Jahr 1211 als Graf genannt. Im Jahr 1219 verteidigte er zunächst erfolgreich die dem Grafen von Toulouse gehörende Stadt Marmande gegen die Ritter des Albigenserkreuzzuges unter Amaury de Montfort. Nachdem diese aber von einem Heer des Prinzen Ludwig (VIII.) von Frankreich verstärkt wurden, musste Centulle im Juni 1219 aufgeben und wurde gefangen genommen. Die Kreuzritter verübten darauf ein Massaker an der einheimischen Bevölkerung, bei dem an die 5.000 Menschen getötet wurden. Seine Gefangenschaft verbrachte er in Puylaurens, wurde allerdings bald bei einem Gefangenenaustausch freigelassen.
Im April 1229 legte Centulle gegenüber König Ludwig IX. von Frankreich den Lehnseid ab, nur um im Jahr darauf dem Grafen Raimund VII. von Toulouse zu huldigen. Sein Testament datiert in denselben Zeitraum.
Centulle war verheiratet mit Petronille, einer Tochter des Grafen Bernard IV. von Comminges und der Maria von Montpellier. Ihre Kinder waren unter anderem:
- Centulle II. († 1249), Graf von Astarac
- Bernard III. († 1291), Graf von Astarac